# 오코테페케주

오코테페케 주의 위치

오코테페케주(스페인어: Ocotepeque)는 온두라스 서부에 위치한 주로 주도는 오코테페케이며 면적은 1,680km2, 인구는 118,558명(2005년 기준)이다. 1906년 코판 주에서 분리되어 신설되었으며 17개 지방 자치체를 관할한다. 엘살바도르, 과테말라와 국경을 접한다.